# Cher's Golden Greats
Cher's Golden Greats (en español: Éxitos dorados de Cher) es el primer álbum recopilatorio de la cantante estadounidense Cher, lanzado en 1968 por Imperial y Liberty Records. El álbum alcanzó la posición #195 en la lista Billboard 200 y no fue muy exitoso. Fue lanzado para cerrar el contrato con Liberty e Imperial Records, ya que el último álbum de la cantante fue un fracaso de ventas.

## Lista de canciones
Lado A
1. "You Better Sit Down Kids" (Sonny Bono) - 3:47
2. "Sunny" (Bobby Hebb) 3:06
3. "Come and Stay With Me" (Jackie DeShannon) – 2:40
4. "Alfie" (Burt Bacharach, Hal David) - 2:50
5. "Take Me For A Little While" (Trade Martin) – 2:40
6. "All I Really Want to Do" (Bob Dylan) – 2:56

Lado B
1. "Bang Bang (My Baby Shot Me Down)" (Sonny Bono) 2:50
2. "Needles and Pins" (Sonny Bono, Jack Nitzsche) – 2:35
3. "Dream Baby" (Sonny Bono) – 2:53
4. "Elusive Butterfly" (Bob Lind) 2:33
5. "Where Do You Go" (Sonny Bono) 3:21
6. "Hey Joe" (Billy Roberts) - 3:28

## Créditos
Personal
- Cher - voz principal

Producción
- Sonny Bono - productor discográfico

## Listas de popularidad
| Lista (1966)          | Posición más alta |
| --------------------- | ----------------- |
| EE. UU. Billboard 200 | 195               |